# Можайское (Воронежская область)
Можайское — село Каширского района Воронежской области России. Административный центр Можайского сельского поселения.

## География
Стоит по обим берегам реки Красная.

### Уличная сеть
Село Можайское состоит из 6 улиц.
- ул. 50 лет Октября,
- ул. Ленина,
- ул. Мира,
- ул. Молодёжная,
- ул. Первомайская,
- ул. Советская.

## История
Поселения на месте современного села Можайское, на правом берегу реки Красная, были основаны около 1770 года бывшими монастырскими крестьянами, переведенными сюда из-под Москвы, из Можайского уезда. В конце XVIII века эти поселения назывались: посёлок Верейской что на Красном логу, деревня Мосальская и посёлок Головешкин.
В 1788—1789 годах в Можайском построена деревянная Казанская церковь, в 1868 году была перестроена в каменную. С появлением церкви поселение Верейское приобрело статус села.
В 1900 году в селе имелось одно общественное здание, церковно-приходская школа, пять ветряных мельниц, две кузницы, три постоялых двора, винная лавка, две мелочные лавки.
После 1917 года посёлки Можайское, Верейский, Головешенский были объединены в один населённый пункт с названием Можайское.

## Население
| 1859 | 1897 | 2010 |
| ---- | ---- | ---- |
| 474  | ↗790 | ↘722 |

Число жителей села Можайское за последние 100 лет неуклонно сокращается: 957 человек (1926), 795 человек (2007), 718 человек (2011). Здесь в соответствии с общероссийской тенденцией идёт сокращение (вымирание) населения традиционных русских областей.

### Люди села
- Величко Владимир Макарович (род. 23 апреля 1937) — советский государственный деятель, организатор экономики, промышленности и производства. Родился в с. Можайское Левороссошанского (ныне Каширского) района Воронежской области. Первый заместитель Премьер-министра СССР (1991). Министр энергетического машиностроения СССР (1983—1987). Министр тяжёлого, энергетического и транспортного машиностроения СССР (1987—1989). Министр тяжёлого машиностроения СССР (1989—1991). Директор Ленинградского государственного завода «Большевик» (1971—1975). Дважды лауреат Государственной премии СССР (1976, 1978).
- Жуков Савелий Григорьевич (05.12.1893, село Можайское — 19.07.1944 погиб, в ходе боевых действий 295 стрелкового полка 183-й стрелковой дивизии при освобождении Тернопольской области). В июне 1918 года был избран председателем первого сельского Совета села Можайское. В 1933—1936 годах директор зерносовхоза «Серп и молот» Сталинградской области, в 1936—1938 годах директор зерносовхоза «Гигант» Ростовской области. Переведен в Москву в Наркомат зерновых и животноводческих совхозов заместителем наркома[6]. Призван в Красную Армию 29 июля 1941 года.
- Пигарев Дмитрий Григорьевич (умер 1985) краевед, литератор.

## Инфраструктура
Личное подсобное хозяйство: от 460 до 500 домовладений. Имеются средняя школа, Дом культуры, амбулатория и почтовое отделение.
Основа экономики — сельское хозяйство.

## Достопримечательности
Храм Казанской иконы Божией Матери. Каменный храм постройки 1868 года. В документах 1880-х годов отмечалось, что «земли за церковью 33 десятины, прихожан 930 душ».
Казанский храм постановлением администрации Воронежской области № 850 от 14 августа 1995 года определён объектом исторического и культурного наследия областного значения. Настоятелем храма служит священник Николай Боровлев.
Также действует с конца 1980-х годов Старообрядческая Древлеправославная Церковь (Новозыбковская иерархия). Находится по другую сторону реки Красная, на месте бывшей деревни Мосальской, ныне входящей в состав Можайского. Расположена в бывшем жилом доме. В селе Можайское зарегистрирована местная Древлеправославная религиозная организация прихода в честь Казанской иконы Пресвятой Богородицы. Регистрация прихода по адресу Воронежская область, Каширский район, село Можайское, ул. Мира, дом 40.

## Транспорт
Село доступно автотранспортом.